# Madonna mit Kind (Hourtin)

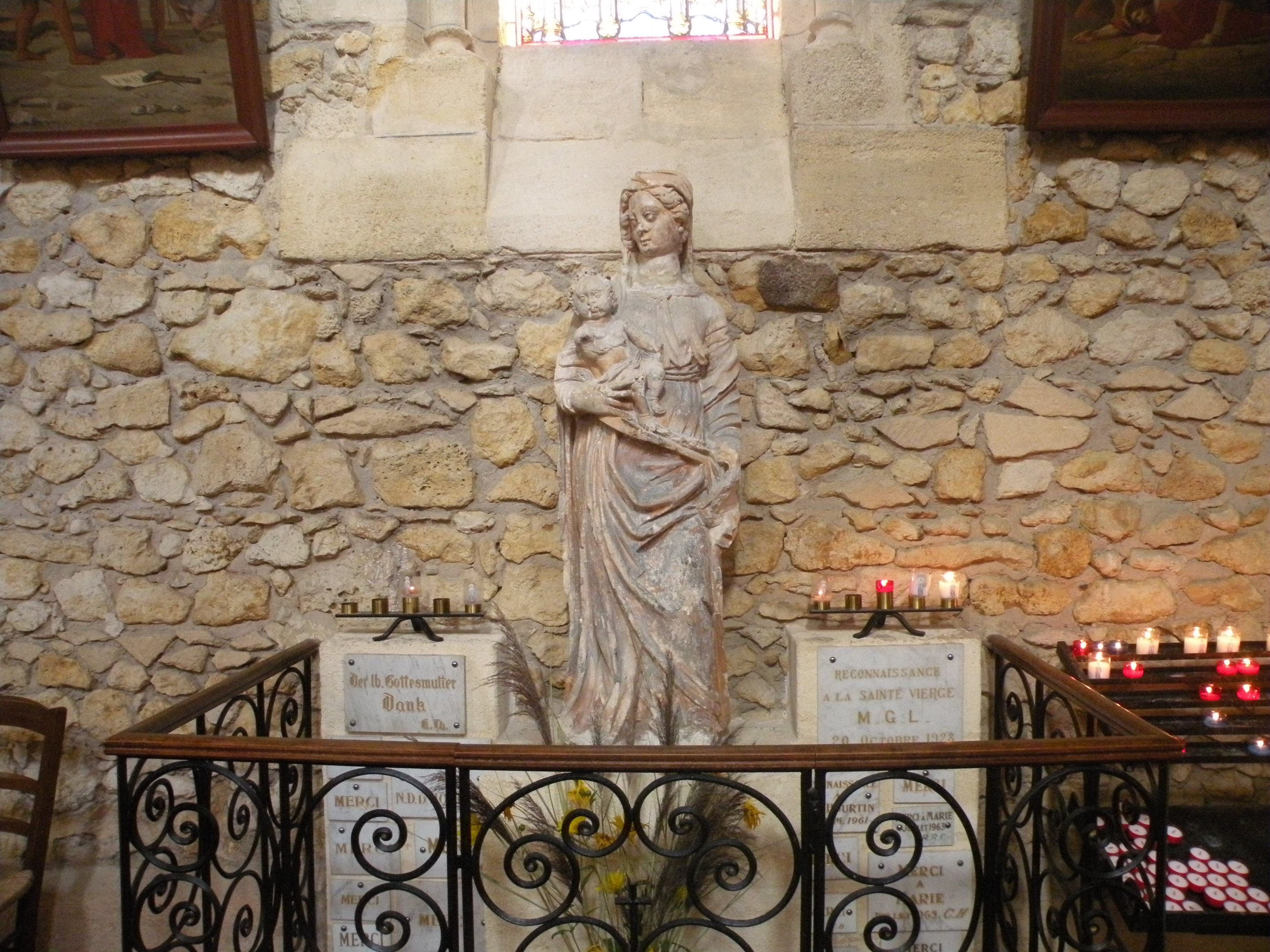
Madonna mit Kind in Hourtin

Die Skulptur Madonna mit Kind in der Kirche Ste-Hélène in Hourtin, einer französischen Gemeinde im Département Gironde der Region Nouvelle-Aquitaine, wurde im 17. Jahrhundert geschaffen. Im Jahr 1980 wurde die Skulptur als Monument historique in die Liste der denkmalgeschützten Objekte (Base Palissy) in Frankreich aufgenommen.
Die Skulptur aus weißem Stein ist 1,50 Meter hoch. Sie wurden aus einem einzigen Block geschaffen, Reste einer farbigen Fassung sind noch vorhanden. 
Das Jesuskind sitzt auf dem rechten Arm von Maria und schaut den Betrachter an.